# Sidonia von Borcke

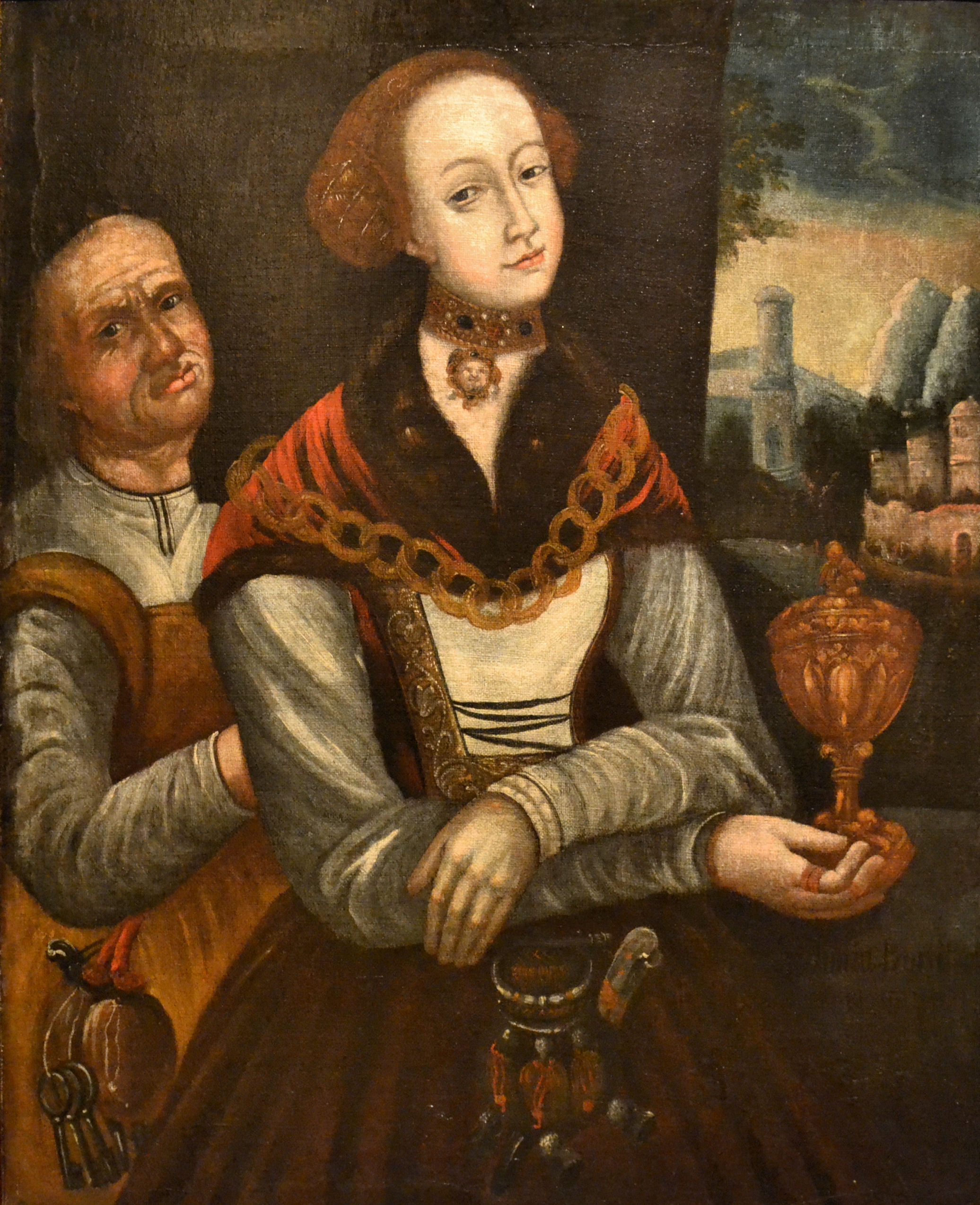
Sidonia von Borcke, Darstellung des 18. Jhd.

Sidonia von Borcke, auch Sidonie von Bork, (* 1548, Burg Stramehl; † 28. September 1620 in Stettin) war eine pommersche Adelige, die nach langjährigem Streit mit Marienfließer Klosterfrauen wegen Hexerei angeklagt, gefoltert, verurteilt und hingerichtet wurde.

## Leben
Sidonia von Borcke wurde im Jahre 1548 als Tochter von Otto von Borcke zu Stramehl-Regenwalde († 1551) aus dem pommerschen Adelsgeschlecht Borcke und Anna von Schwiechelt († 1568) geboren. Sie blieb unverheiratet. Wegen des ihr als Frau vorenthaltenen Rechts, selbst über ihr väterliches Erbe verfügen zu dürfen, prozessierte sie gegen ihren Bruder Ulrich und Herzog Johann Friedrich von Pommern. Sie übte vielerlei Kritik und zeigte Missstände an. Dies wurde ihr als Zänkerei, Klatschsucht und allerlei Händel ausgelegt und machte sie in weiten Kreisen unbeliebt.
1600 starb ihre Schwester Dorothea. Wieder machte Sidonia von Borcke vergeblich ihre Ansprüche auf Erbanteile und Unterhaltszahlungen geltend. Nach dem Tod ihres Bruders Ulrich 1603 trat sie 1604 in das evangelische Jungfrauenstift Kloster Marienfließ ein. Dort fügte sie sich nicht in die strenge Klosterordnung und geriet bald in Streit mit den übrigen Klosterfrauen und dem Klosterhauptmann. Bereits 1606 legte sie bei Herzog Bogislaw XIII. Berufung gegen die Priorin ein, die sie von ihrer Stelle als Unterpriorin entlassen hatte. Der Herzog starb jedoch im selben Jahr, und die von diesem angeregte und von Joachim von Wedel geleitete Untersuchung endete 1609 mit Wedels Tod. Der Streit dagegen schwelte weiter. Eine erneute Untersuchung, die ihr Verwandter Jost von Borcke leitete, wendete sich nach jahrelangem Streit gegen sie, als aus den Reihen der Klosterfrauen Aussagen kamen, die Sidonia von Borcke der Hexerei beschuldigten.
Am 21. November 1619 wurde Sidonia von Borcke festgenommen. Das Hofgericht Stettin leitete eine eingehende Untersuchung ein und sandte die Akten an den Magdeburger Schöffenstuhl. Dieser entschied, dass Sidonia unter Folter befragt werden solle. Unter der Folter bekannte sich Sidonia dann in allen 72 Punkten der Anklage, zu denen der plötzliche Tod des Herzogs Philipp II. 1618, der Priorin, eines Priesters und ihres Bruders ebenso gehörte wie Wahrsagerei und Sex mit ihrer Katze, als schuldig. Zwar widerrief sie anschließend, wurde aber durch erneute Folter zum zweiten Mal zum Geständnis gezwungen. Daraufhin wurde sie am 1. September 1620 in einem Hexenprozess zum Tode verurteilt. Am 28. September 1620 wurde sie in Stettin mit dem Schwert hingerichtet und anschließend der Leichnam auf dem Scheiterhaufen verbrannt.

## Nachleben

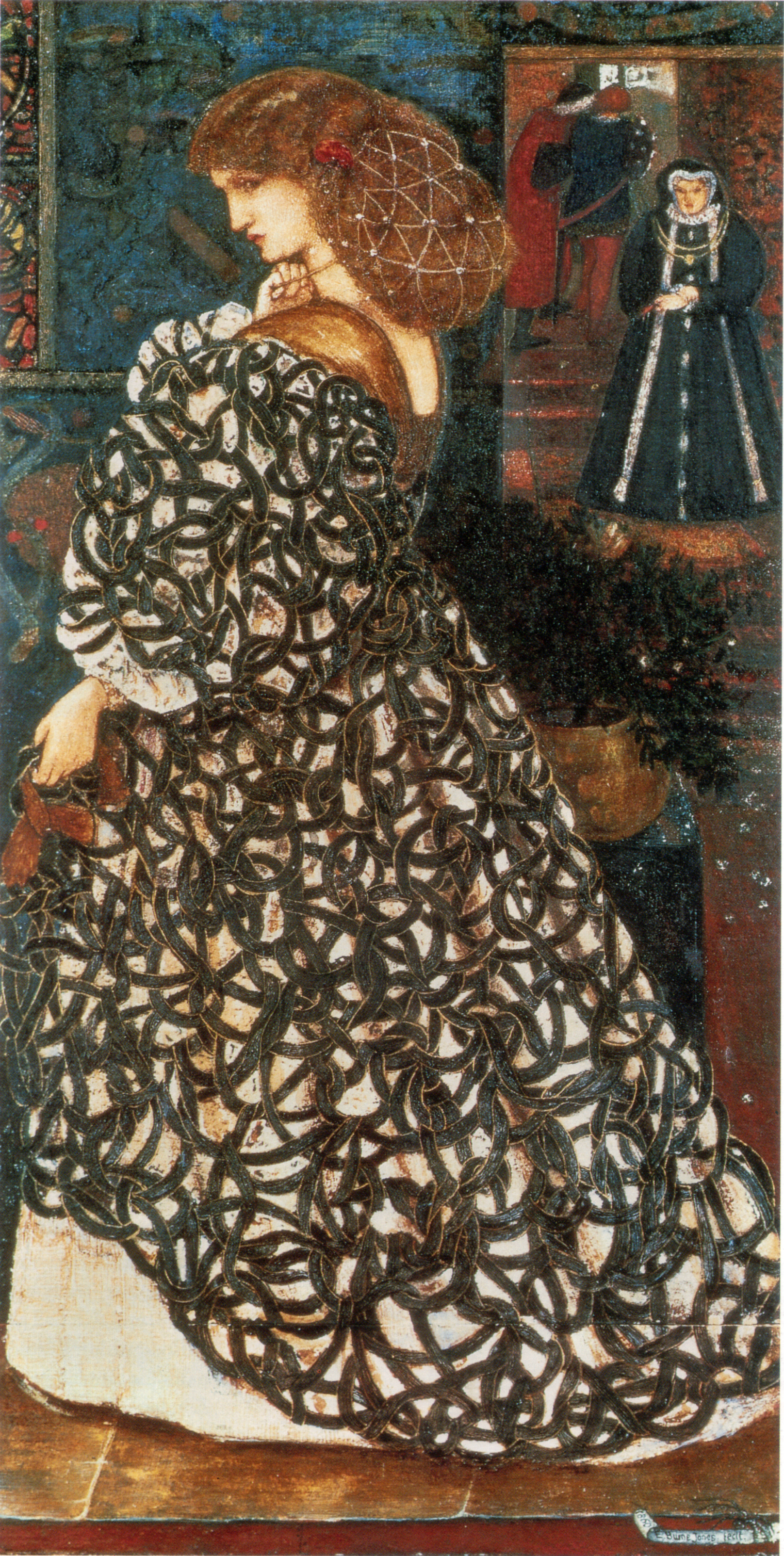
„Sidonia Von Bork“ von Edward Burne-Jones, 1860

Das Schicksal der Sidonia von Borcke blieb in Sage und Dichtung stets lebendig. Bald nach ihrem Tod schob man ihr die Schuld an der Unfruchtbarkeit und dem 1637 besiegelten Aussterben des  Herzogtums Pommern der Greifen zu. In der Sage wurde ihr Schicksal verklärt und romantisiert; so wurde der Hingerichteten in ihrer Jugend eine Schönheit beigemessen, der sich angeblich niemand zu entziehen vermochte. Als Weiße Frau spuke sie angeblich im Stettiner Schloss.
Der evangelische Pfarrer Wilhelm Meinhold (1797–1851) veröffentlichte 1847 den Roman Sidonia von Bork, die Klosterhexe, nachdem er mit seinem 1843 erschienenen Werk Maria Schweidler, die Bernsteinhexe großen Erfolg gehabt hatte. Diesem zweiten Roman blieb die durchschlagende Wirkung in Deutschland versagt.
Die sehr erfolgreiche englische Übersetzung der Klosterhexe wurde von Jane Francesca Elgee (1821–1896), der Mutter von Oscar Wilde, erstellt und erschien 1849 unter dem Titel Sidonia the Sorceress. Diese Übersetzung beeinflusste die Präraffaeliten stark, vor allem Edward Burne-Jones (1833–1898), der 1860 zwei Bilder zu diesem Themenkomplex malte. Beide Bilder mit den Titeln Sidonia von Bork 1560 sowie Clara von Bork 1560 sind in der Londoner Tate Gallery ausgestellt. Der mit Edward Burne-Jones befreundete William Morris (1834–1896) druckte den Roman 1893 als Prachtband auf der Kelmscott Press nach.
Auch Theodor Fontane (1819–1898) hat an dem Stoff gearbeitet. Erhalten ist das zwischen 1879 und 1882 von ihm geschriebene Fragment Sidonie von Borcke. Es wurde erstmals 1966 veröffentlicht.
Weniger bekannt sind das 1874 veröffentlichte Trauerspiel in fünf Aufzügen Sidonia von Borck von Paul Jaromar Wendt (1840–1919) und der 1910 veröffentlichte Roman Die Klosterhexe von Marienfließ und der Untergang des Pommerschen Herzogsgeschlechts von Ludwig Hamann (1867–1929).
Die Figur taucht auch in Aleksander Majkowskis 1938 veröffentlichtem Roman Żëcé i przigòdë Remùsa (Das Leben und die Abenteuer des Remus) auf, der als das wichtigste Werk der kaschubischen Literatur gilt.
Im Jahr 2010 nahm die polnische Heavy-Metal-Band Crystal Viper ein Sidonia gewidmetes Lied mit dem Titel Sydonia Bork in ihr Studioalbum Legends auf.
Das Schicksal von Sidonia und ihren Porträts ist eines der Themen des 2015 erschienenen Debütromans von Leszek Herman mit dem Titel Sedinum. Wiadomość z podziemi (Sedinum. Nachricht aus der Unterwelt).
Im Jahr 2023 erschien Elżbieta Cherezińskas Bestseller Sydonia. Słowo się rzekło (Sidonia. Das Wort wurde gesprochen), der bei der 9. Ausgabe der Lubimyczytac.pl-Umfrage, der größten polnischen Leserumfrage, zum Buch des Jahres 2023 in der Kategorie Historischer Roman gewählt wurde.